# Ромен Амалфитано
Ромен Амалфитано (роден на 27 август 1989 в Ница) е френски футболист, играе като атакуващ полузащитник, и се състезава за английския Нюкасъл.

## Клубна кариера

### Ранна кариера
Роден в Ница, Амалфитано влиза в академията на Шатору и играе за нея до напускането си през 2009 година.
Професионалната си кариера започва в Евиан през сезон 2009/10, с който става шампион на 3-та Дивизия.
През следващия сезон се премества в Реймс. За двата си сезона за клуба изиграва 68 мача и отбелязва десет гола, а Реймс завършва 10-и през сезон 2010/11 и 2-ри през сезон 2011/12, спечелвайки промоция в Лига 1.

### Нюкасъл
На 1 юли 2012 г. Амалфитано подписва 3-годишен договор с елитния английски Нюкасъл. Ромен преминава със свободен трансфер, след като договорът му с Реймс изтича в края на юни 2012 г. Дебютът си за Нюкасъл прави на 13 юли при загубата от немския третодивизионен Кемницер с 1-0. Дебютът си в официален мач прави на 23 август 2012 г. в мача от Лига Европа срещу гръцкия Атромитос, а мача завършва 1-1.

## Личен живот
По-големият брат на Ромен, Морган Амалфитано, също е футболист. Играе за френския Олимпик Марсилия.